# Briesen (Mark)
Briesen (Mark) (hist. pol. Brzezin) – gmina w Niemczech, w kraju związkowym Brandenburgia, w powiecie Oder-Spree, siedziba Związku Gmin Odervorland. Leży na historycznej ziemi lubuskiej. Przez gminę przebiega autostrada A12, łącząca Berlin z granicą polsko-niemiecką.

## Nazwa
Nazwa wsi wywodzi się od słowiańskiego słowa ''brezen” lub „bryzin” („brzoza”, „brzezina”).

## Historia
Obszar wraz z ziemią lubuską znajdował się do połowy XIII w. w granicach Polski piastowskiej na szlaku handlowym i wojskowym z Frankfurtu nad Odrą do Berlina. Wieś zamieszkiwali wówczas głównie rolnicy oraz pasterze. Około 1400 liczyła ona mniej więcej 24 łany, czyli 185 hektarów. Najstarsza znana wzmianka o miejscowości pochodzi z 1403. W diecezji lubuskiej Briesen podlegało administracyjnie pod Falkenhagen (pol. Rokowo). Wieś należała do dóbr klasztoru kartuzów we Frankfurcie nad Odrą, którym sprzedana została w 1450. W 1540 majątek zakonu przeszedł na Uniwersytet we Frankfurcie nad Odrą, a w 1575 przejął je elektor Brandenburgii, Johann Gregor. Osada została całkowicie zniszczona w trakcie wojny trzydziestoletniej, ale wkrótce ją odbudowano. W 1696 elektor Fryderyk III upolował w okolicznych lasach rekordowych rozmiarów jelenia, co upamiętnia stosowny pomnik. W 1809, w wyniku pożaru, spaliło się całe centrum wsi. Około 1835 wzniesiono obecny kościół (na miejscu pozostałości obiektu średniowiecznego), a w 1842 powstała stacja kolejowa na wybudowanej wówczas linii z Berlina do Frankfurtu nad Odrą, co dało asumpt rozwojowi lokalnego przemysłu (np. huta szkła od 1889) i pomysłowi nadania osadzie praw miejskich, do czego ostatecznie nigdy nie doszło. Huta szkła została zamknięta w 1926. W latach 1934–1936 rozpoczęto budowanie autostrady A12. W 1953 powstało we wsi największe gimnazjum w ówczesnym powiecie Fürstenwalde, a w 1956 zbudowano tu placówkę szkoleniową dla służb specjalnych NRD.
1 stycznia 2014 do gminy przyłączono teren należący wcześniej do rozwiązanej gminy Madlitz-Wilmersdorf.

## Zabytki
Zabytki w Briesen:
- Pomnik jelenia, odsłonięty w 1707, zaprojektowany przez Andreasa Schlütera
- Kościół klasycystyczny z 1835
- Gmach dawnej poczty z pocz. XX w.
- Gmach dawnej szkoły wiejskiej z 1904
- Gmach szkoły z 1956

Zabytki w pozostałych częściach gminy:
- Kościół w Biegen z XIII w.
- Pałac i park krajobrazowy w Alt Madlitz z XVIII w.
- Kościół w Alt Madlitz, średniowieczny, przebudowany w XIX w.
- Śluza Kersdorf z XIX w.
- Kościół w Wilmersdorf z XIX w., neogotycki
- Kościół w Falkenberg

## Galeria

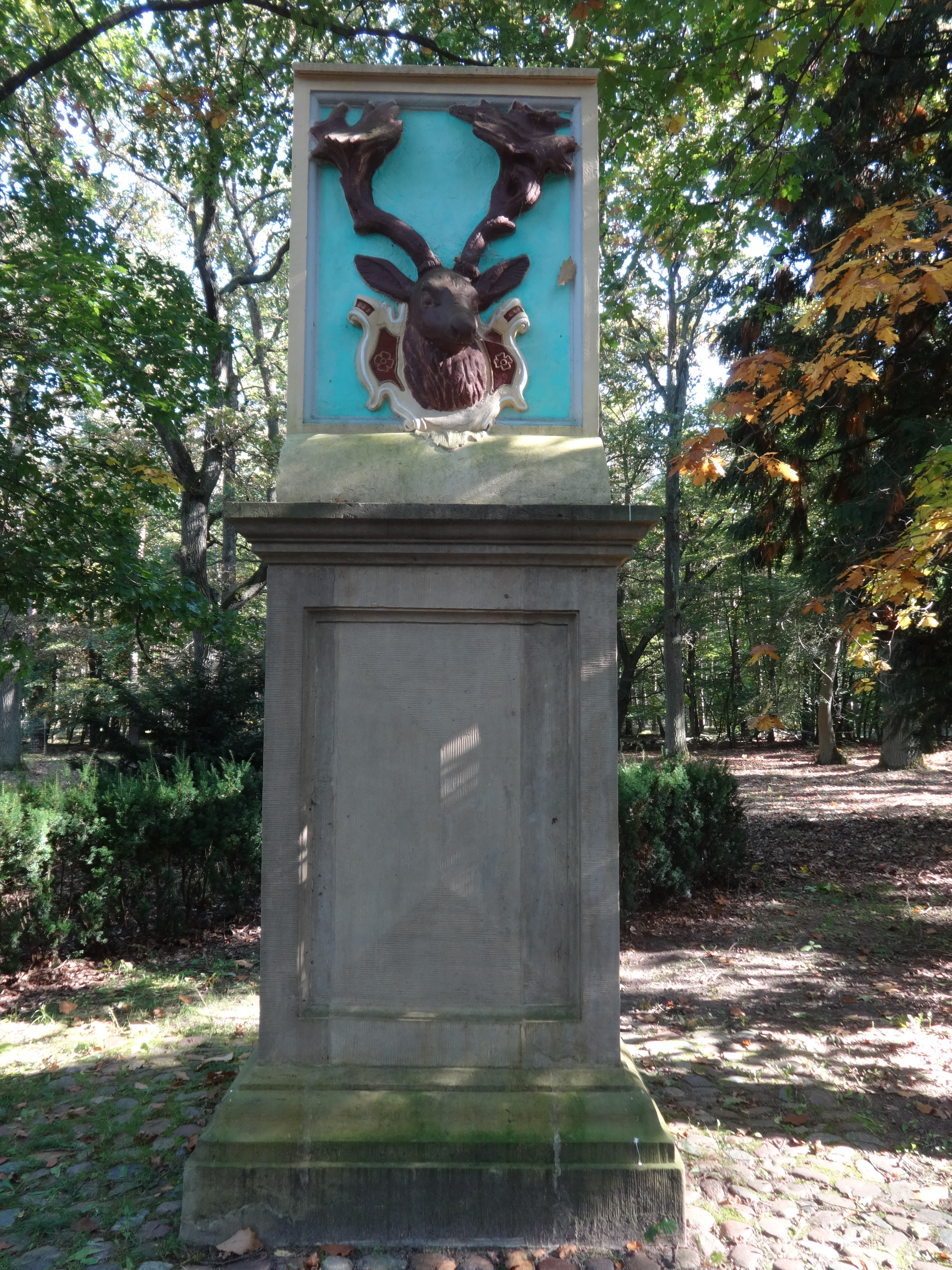
Pomnik jelenia
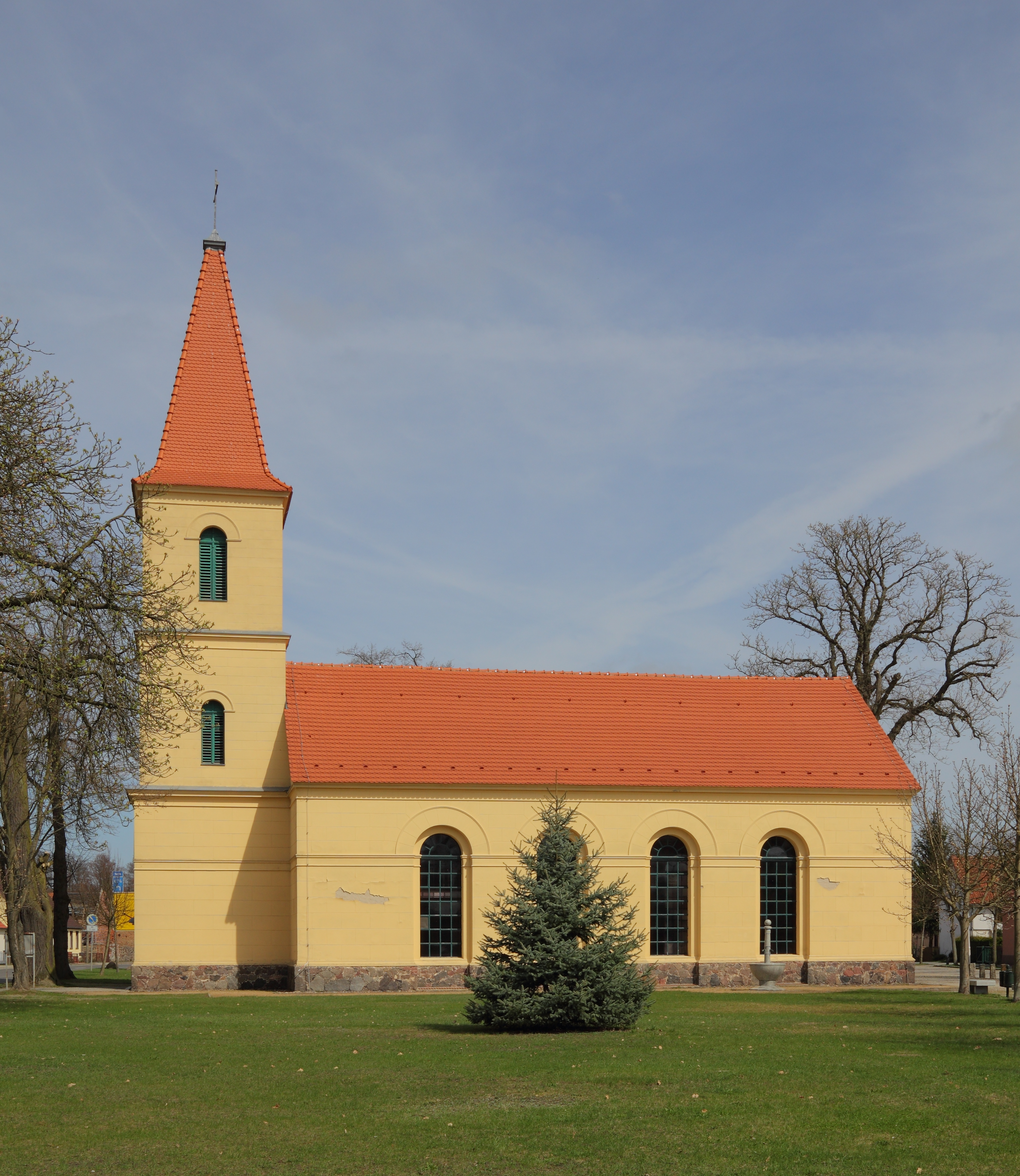
Kościół w Briesen
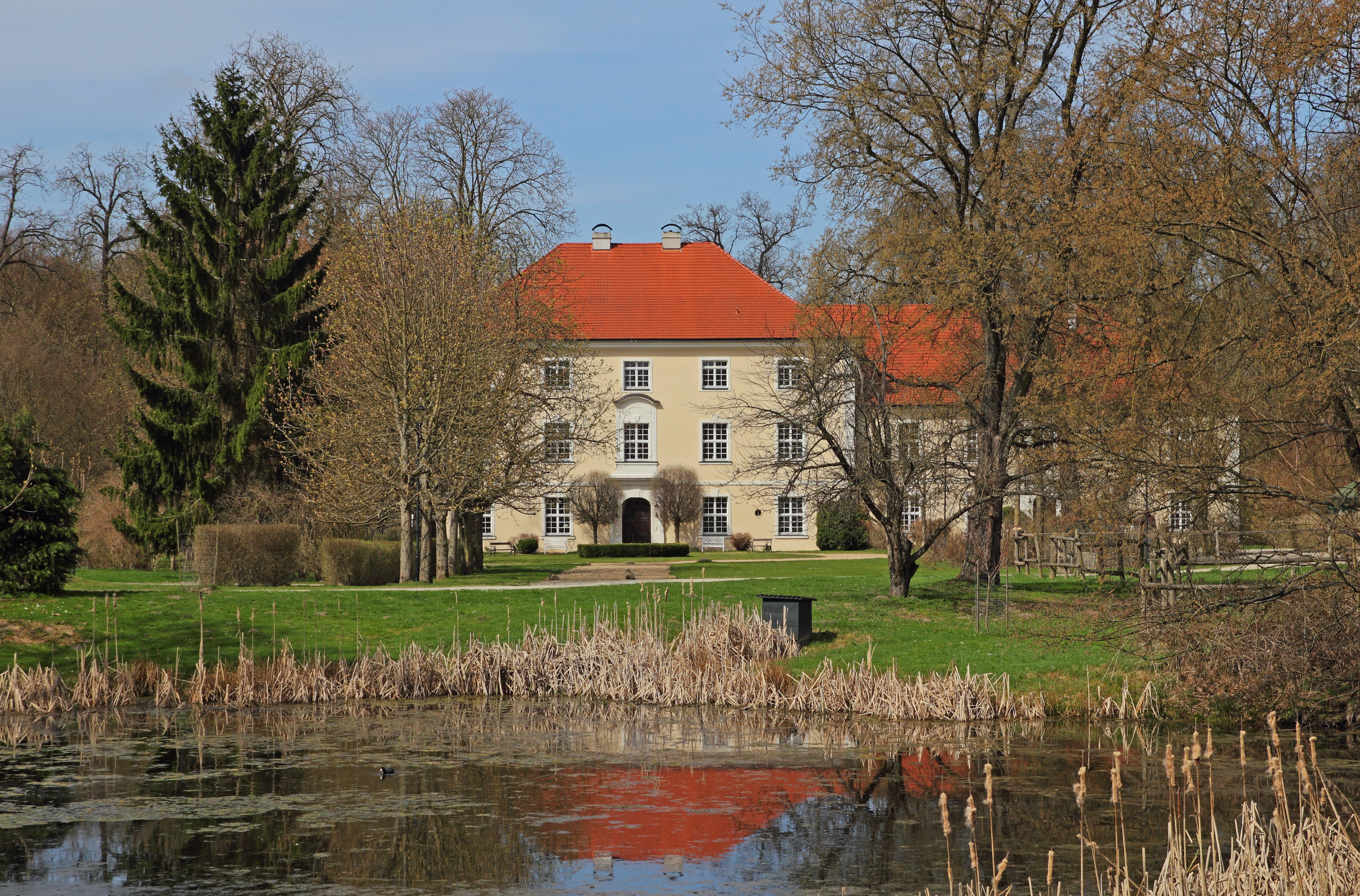
Pałac i park w Alt Madlitz
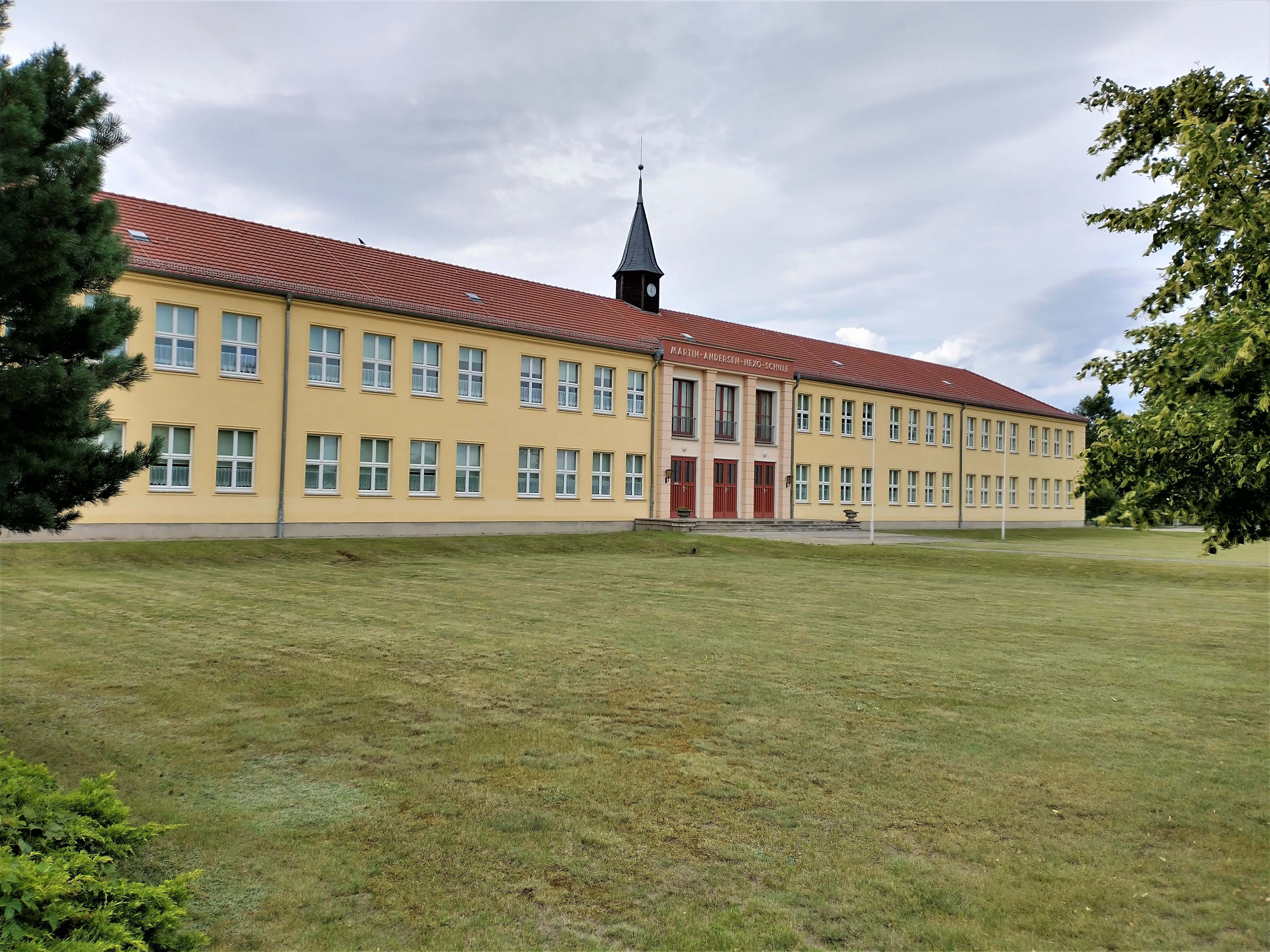
Gimnazjum Nexö
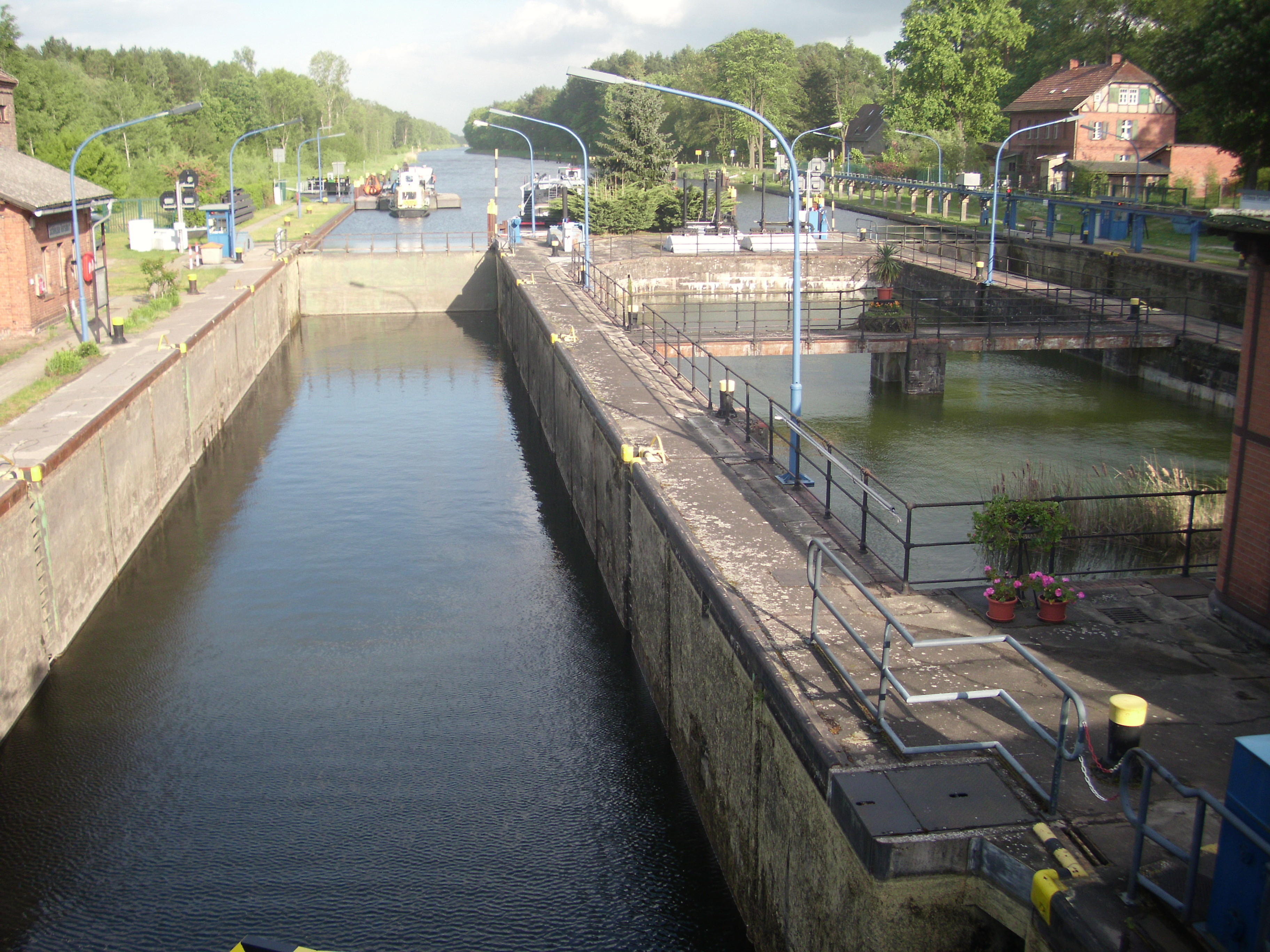
Śluza Kersdorf

## Demografia
Wykres zmian populacji Briesen od 1875 roku: